# 金鱼池
39°53′23″N 116°24′26″E / 39.8898262°N 116.4071704°E
金鱼池是北京市东城区崇文门外的一个地名，其地位于天坛北侧。

## 历史
金鱼池原名鱼藻池，俗称金鱼池，在明朝和清朝是畜养金鱼之所。《燕都游览志》记载：“鱼藻池在崇文门外西南，俗呼金鱼池，蓄养朱鱼以供市场。都人入夏至端午结蓬列肆狂欢轰饮于秽流……”
1952年，北京市人民政府大规模整治金鱼池地区，以金鱼池为中心，修建了可养鱼及划船的街心公园。1965年，金鱼池被填平，建起了简易的居民楼。1980年，按楼区修了三条马路，自东向西分别定名为金鱼池东街、金鱼池中街、金鱼池西街。2001年，在此处进行了危房改造，将简易楼房拆掉，建设了金鱼池小区。 